# Konstantin II., protupapa
Protupapa Konstantin II.,  katolički protupapa od 767. do 768. godine. 